# Risonanza magnetica cardiaca

Imaging cardio RM di un infarto inferiore pregresso. Oltre al fenomeno del late enhancement evidente a tutto spessore a livello della parete inferiore (che appare iperintensa in questa sequenza T1 pesata) è possibile osservare acinesia dell'apice cardiaco e rigurgito a livello della valvola mitrale

La risonanza magnetica cardiaca è l'applicazione dell'imaging a risonanza magnetica nello studio del cuore. Grazie alla sua elevata risoluzione spaziale e di contrasto associata al non utilizzo di radiazioni ionizzanti è l'indagine di prima scelta per lo studio della morfologia, della struttura e della motilità/funzionalità cardiaca sia sotto sforzo che a riposo; oltre che rappresentare un'ottima e molto meno invasiva alternativa alla PET cardiaca nello studio della vitalità miocardica (è l'esame più accurato nel valutare l'estensione della fibrosi successiva ad un infarto del miocardio e nel rilevare piccole cicatrici ischemiche subendocardiche non visibili alla PET a causa delle loro ridotte dimensioni).

## Studio RM della perfusione cardiaca
Lo studio della perfusione cardiaca viene eseguito somministrando un mezzo di contrasto a base di gadolinio (come ad esempio il Gd-DTPA, analogo del 99mTc-DTPA utilizzato in passato per effettuare la scintigrafia miocardica). Durante la procedura il paziente viene sottoposto ad un test da stress farmacologico tramite somministrazione controllata di adenosina endovena e nel contempo vengono acquisite le immagini. L'incremento regionale del segnale RM durante l'acquisizione correla con la perfusione locale del miocardio in modo analogo all'uptake dei traccianti PET e scintigrafici di perfusione.

## Studio RM della vitalità miocardica
La rilevazione delle aree infartuate può essere effettuata mediante l'imaging a risonanza magnetica cardiaco, anche a seguito di studio perfusionale, somministrando il mezzo di contrasto ed andando a cercare il fenomeno del late enhancement, che consiste nell'aumento del segnale nelle sequenze T1 pesate a livello delle regioni fibrotiche osservato dopo 10-15 minuti dalla somministrazione del mezzo di contrasto stesso. Una minor rilevazione di aree che mostrano il late enhancement correla con una minor estensione della fibrosi miocardica e quindi con una maggiore capacità di recupero in seguito a procedure di rivascolarizzazione, anche se le aree colpite appaiono assottigliate acinetiche o ipocinetiche. Anche aree con spessore di parete inferiore ai 5 mm, classificate come non vitali dalle altre metodiche morfologiche, se non presentano late enhancement possono andare incontro a recupero funzionale se trattate tempestivamente.
Il fenomeno del late enhancement localizzato a partire dal subendocardio è molto specifico per l'infarto del miocardio in quanto altri tipi di fibrosi cardiaca (es. da miocardite) danno una fibrosi disomogeneamente distribuita lungo tutto lo spessore della parete.